# Insignes commémoratifs des opérations militaires italiennes
Les insignes commémoratifs des opérations militaires italiennes sont des accessoires de l'uniforme accordés par des organismes et institutions internationaux et nationaux à l'occasion de missions auxquelles ont participé des membres des Forces armées et d'autres organes de l'État italien. Chaque insigne indique une caractéristique de statut, de position, de mérite et de capacité du personnel des Missions militaires italiennes, qui les porte et est autorisé à les porter.

## Insignes accordés sous le royaume d'Italie (1861-1946)

### Marche sur Addis Abeba
Créée le 26 mai 1937 par la circulaire ministérielle n° 377 et accordée à ceux qui ont participé à la marche sur Addis-Abeba en 1936.

### Marche sur Gondar
Institué par le décret royal n° 1211 du 10 juin 1937 à l'initiative d'Achille Starace, commandant de la Colonne Céleste d'Afrique de l'Est et accordé aux soldats de la même Colonne qui ont participé à la conquête de Gondar et Godjam en 1936.

### Insigne albanais pour les soldats italiens des campagnes de Grèce et de Yougoslavie
Créée le 13 mai 1942 par la circulaire ministérielle n° 356 et accordée aux soldats qui ont participé aux opérations militaires en Albanie, Grèce et Yougoslavie du 28 octobre 1940 au 23 avril 1941.

### Insigne de campagne du front de l'Est ou de la Russie
Institué par les Feuilles d'armée du 12 mai 1943, n. 012/80 et du 14 mai 1943, n. 012/100 et accordé à tous les membres de la 8ème armée italienne qui ont participé à la campagne du Front de l'Est ou de la Russie. Elle était généralement portée sur l'uniforme gauche, au-dessus des rubans de médaille, et souvent la croix non officielle du Corps expéditionnaire italien sur le front de l'Est était portée sous la poche de poitrine gauche. L'utilisation de l'insigne sur l'uniforme militaire a été autorisée par la fiche d'ordre n° 3 du 15 février 1965, mais avec un diamètre réduit à 15,5 mm et légèrement différent du premier type.

## Insignes accordés par la République italienne
Ces insignes, attribués aux participants aux missions Italfor, sont portés sur la veste de l'uniforme ordinaire et de service au nombre maximum de deux au-dessus de la poche de poitrine droite, conformément à la publication n° 6566 "REGLEMENT SUR LES UNIFORMES DE L'ARMÉE" Ed. 2009 du STATO MAGGIORE DELL'ESERCITO III Département du déploiement des forces - Comando Operativo Esercito UFFICIO DOTTRINA E LEZIONI APPRESE et aux modifications et ajouts ultérieurs. 

### Badge souvenir de la mission ANTICA BABILONIA (Irak)
:

### Badge souvenir de la mission ITALFOR AIRONE 1
:

### Badge souvenir de la mission ITALFOR LEONTE LIBANO
:

### Badge souvenir de la mission ALBANIAN GUARD (Albanie)
:

### Badge souvenir de la mission ITALCON EULEX KOSOVO
:

## Source
- (it) Cet article est partiellement ou en totalité issu de l’article de Wikipédia en italien intitulé « Distintivi commemorativi delle operazioni militari italiane » (voir la liste des auteurs).

## Connexions externes
- « Site de l'armée italienne sur les insignes militaires en usage »